# Niels-Martin Eriksen
Niels-Martin Eriksen (født 25. marts 1969 i Danmark) er en dansk skuespiller.
Han er på tv/film mest kendt for sin rolle som skurken Ragnar i julekalenderen "Tidsrejsen" samt som teaterinstruktøren Bo i DR2-serien Teatret ved Ringvejen fra 2006. Han medvirkede også som Ejvind i den norsk-danske spillefilm Flugten fra Jante med Nikolaj Coster Waldau i 1999 og i den den Oscar-vindende kortfilm Der er en yndig mand fra 2002.
Han blev uddannet skuespiller fra Skuespillerskolen ved Odense Teater i 1998 og var i en årrække tilknyttet Odense Teaters faste stab. 

## Teater
- Influencer/Influenza, Odense Teater - 2020
- Nøddeknækkeren, Teater Masken - 2018
- Hate Crime, Hils din Mor - 2018
- Hate Crime, Hils din mor - 2017
- Jernbanebørnene, Nørregade Teateret - Bandholm Station - 2017
- Sange om freden, Teater V - 2016
- Reservatet, Egnsteateret Masken - 2016
- De tre musketerer, Øster Gasværk/ Gurs teater - turné 2015
- Trofast, Teater Får302 -  2014
- Peter og Elgen Turné, Svalegangen, Teater Grob - 2013
- Peter og Elgen  Teater Grob - 2012
- Dødsruten Det Kongelige teater - 2011 - 2012
- På den anden side  Det Kongelige Teater - 2010
- Jul i bukserne (monolog) Teater Får302 - 2009
- Håndværkerne af Line Knutzon Det Kongelige Teater - 2008
- Langt ude i skoven, Egnsteateret Masken - 2007
- En som Hodder, Zeppelin -2006
- Snedronningen , Randers Egnsteater - 2005
- Shakespeares samlede værker, Team Teatret
- Fluernes Herre, Odsherred Teater og Svalegangen
- Beograd-Prag, Statens Teaterskole
- Schumanns nat, Odense Teater
- Aladdin, i Ulvedalene
- Scener fra et århundrede, Gladsaxe Teater
- Cabaret, Odense Teater
- Nøddebo Præstegård, Odense Teater
- Romeo og Julie i Sarajevo, Odense Teater
- Closer, Odense Teater

## Filmografi

### Film
- Majas løfte (2023)
- Julemandens datter 2 _ 2020
- Hacker (2019)
- Ninna (2019)
- Aldrig mere i morgen (2017)
- Jeg er William (2017)
- Sover Dolly på ryggen? (2012)
- Max Pinlig 2 - sidste skrig (2011)
- Frit fald (2011)
- Camping (2009)
- Vølvens forbandelse (2009)
- Der er en yndig mand (2002)
- Flugten fra Jante (1999)
- Under overfladen (1999)

### TV
- Huset, DR 2023
- Julehjertets hemmelighed, DR 2022
- Den bedste tid 2022 - Xee
- Tinka og Kongespillet, TV2 2019
- Oda Omvendt, Ramasjang 2018
- Selfistan, DR1, 2018, Søs og Kirsten
- Bedrag/ Follow the money (DR1 2016)
- Tidsrejsen (DR1 2014)
- Adrian og Bendix Kapow Show (Ramasjang 2011/2012)
- Bingoland (DR2, 2010)
- Tjenesten, (DR2, 2009)
- Mille, (DR1, 2009)
- Album, (DR1, 2008)
- Anna Pihl, (TV 2, 2008) – afsnit 25
- Teatret ved Ringvejen, (DR2, 2006)
- Skjulte spor, (2000)

## Radio
- Kolonihaven af Tove Ditlevsen, Radio Drama 2011